# Vasili Kudinov
Vasili Kudinov (n. 17 februarie 1969, Ilinka⁠(d), Ikryaninsky District⁠(d), RSFS Rusă, URSS – d. 11 februarie 2017, Astrahan, Regiunea Astrahan, Rusia) a fost un handbalist ce a reprezentat Uniunea Republicilor Sovietice Socialiste, medaliat olimpic. A participat la 4 ediții ale Jocurilor Olimpice (1992, 1996, 2000, 2004) în care a câștigat două medalii de aur și o medalie de bronz.